# Orthotrichum psychrophilum
Orthotrichum psychrophilum är en bladmossart som beskrevs av Montagne 1838. Orthotrichum psychrophilum ingår i släktet hättemossor, och familjen Orthotrichaceae. Inga underarter finns listade i Catalogue of Life.